# 宮崎県道31号都城霧島公園線
宮崎県道31号都城霧島公園線（みやざきけんどう31ごう みやこのじょうきりしまこうえんせん）は、宮崎県都城市を通る県道（主要地方道）である。

## 概要
都城市上町から都城市吉之元町に至る。

### 路線データ
- 起点：都城市上町（広口交差点、国道269号交点）
- 終点：都城市吉之元町（国道223号交点）

## 歴史
- 1959年（昭和34年）6月1日 - 宮崎県告示第226号[1]により路線認定される。当時の整理番号は4。
- 1993年（平成5年）5月11日 - 建設省から、県道都城霧島公園線が都城霧島公園線として主要地方道に指定される[2]。

## 路線状況

### 通称
- 霧島バードライン

### 重複区間
- 鹿児島県道・宮崎県道108号財部庄内安久線（都城市乙房町 - 都城市乙房町・庄内橋南交差点）
- 宮崎県道・鹿児島県道105号馬渡大川原線（都城市美川町 - 都城市高野町）

### 道路施設

#### 橋梁
- 竹ノ下橋（大淀川、都城市）
- 横市橋（横市川、都城市）
- 庄内橋（庄内川、都城市）

## 地理

### 通過する自治体
- 宮崎県
  - 都城市

### 交差する道路
| 交差する道路                                         | 交差する場所 | 交差する場所      |
| ---------------------------------------------------- | ------------ | ----------------- |
| 国道269号                                            | 上町         | 広口交差点 / 起点 |
| 宮崎県道427号西都城停車場線                          | 松元町       | 西都城駅前交差点  |
| 宮崎県道・鹿児島県道2号都城隼人線                    | 鷹尾2丁目    | 鷹尾交差点        |
| 国道10号                                             | 南横市町     | [ 注釈 1 ]        |
| 鹿児島県道・宮崎県道108号財部庄内安久線 重複区間起点 | 乙房町       |                   |
| 鹿児島県道・宮崎県道108号財部庄内安久線 重複区間終点 | 乙房町       | 庄内橋南交差点    |
| 宮崎県道42号都城野尻線                               | 庄内町       | 庄内交差点        |
| 鹿児島県道・宮崎県道107号堤庄内線                    | 庄内町       | 関之尾入口交差点  |
| 宮崎県道・鹿児島県道106号大倉田財部線                | 庄内町       |                   |
| 宮崎県道・鹿児島県道105号馬渡大川原線 重複区間起点   | 美川町       |                   |
| 宮崎県道・鹿児島県道105号馬渡大川原線 重複区間終点   | 高野町       |                   |
| 国道223号                                            | 吉之元町     | 終点              |

### 交差する鉄道
- 日豊本線

### 沿線
- JR九州日豊本線 西都城駅
- 陸上自衛隊 都城駐屯地
- 都城市立西岳小学校
- 都城市立西岳中学校
- 都城市立吉之元小学校
- 霧島公園